# Minna Cauer

Minna Cauer, 1912

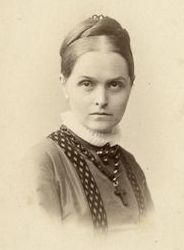
Minna Cauer, Foto von Theodor Prümm, 1870

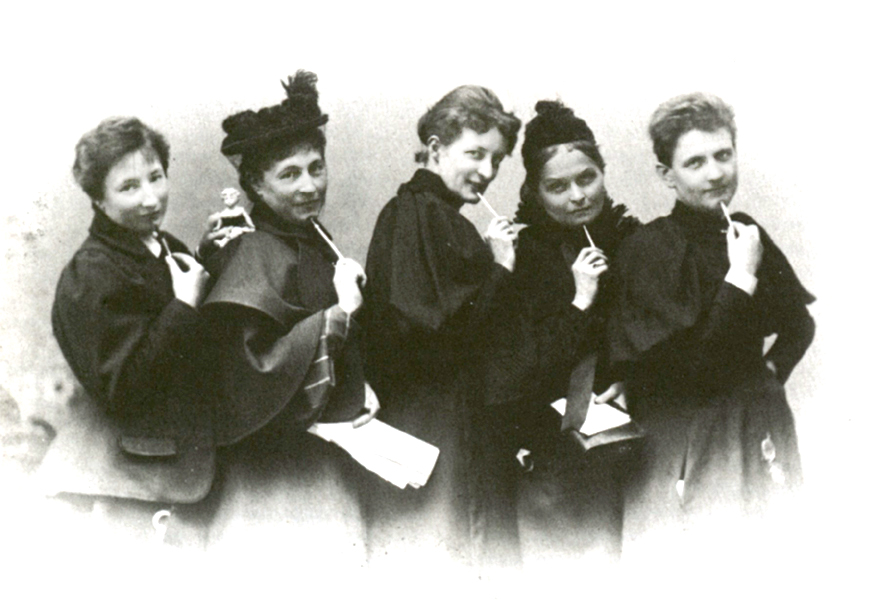
Cauer und ihre Gefährtinnen des Verbandes für Frauenstimmrecht, von links nach rechts: Anita Augspurg, Marie Stritt, Lily von Gizycki, Minna Cauer und Sophia Goudstikker, Atelier Elvira, um 1896

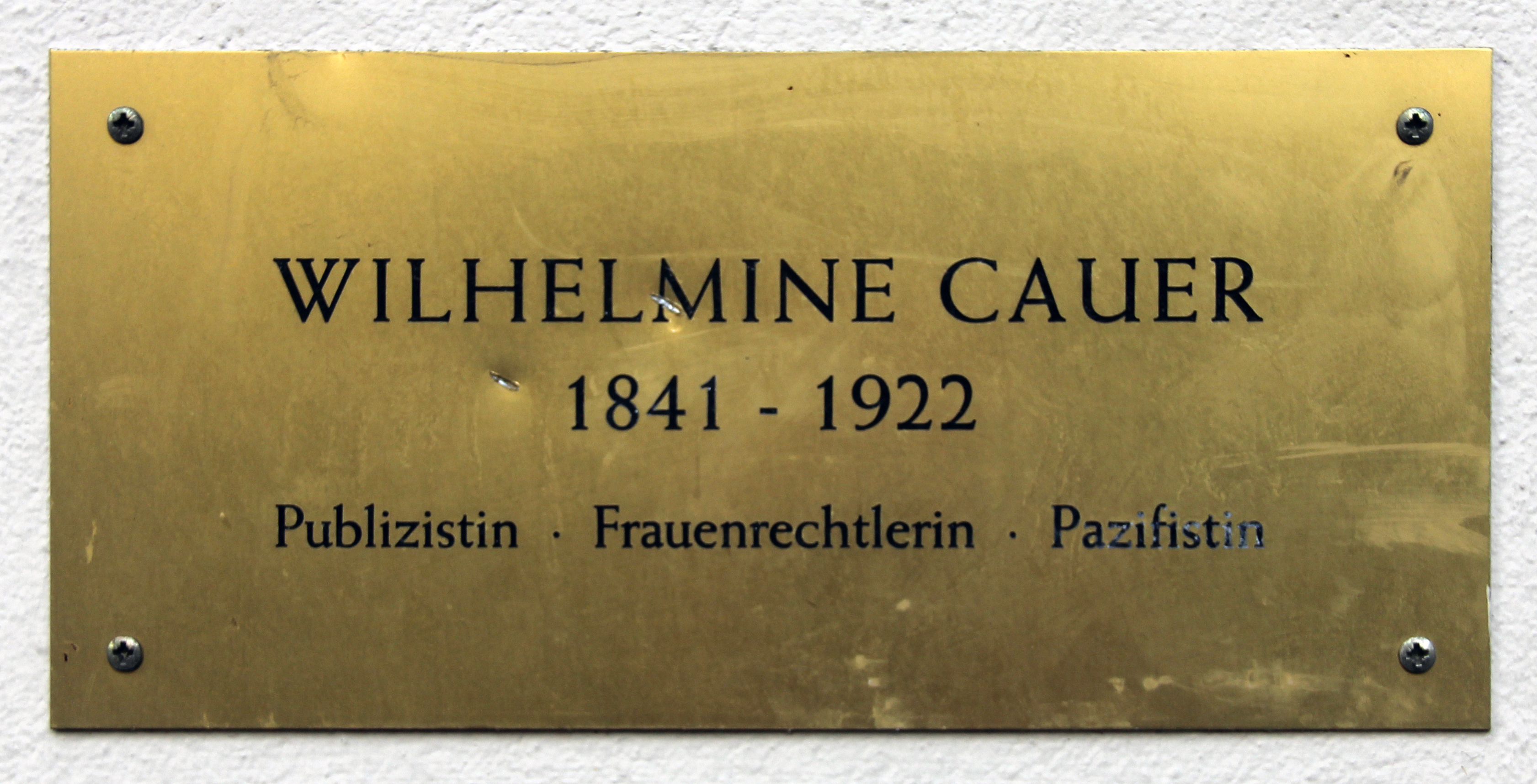
Gedenktafel am Haus Mansteinstraße 8 in Berlin-Schöneberg

Wilhelmine „Minna“ Theodore Marie Cauer, geb. Schelle (* 1. November 1841 in Freyenstein; † 3. August 1922 in Berlin) war eine deutsche Pädagogin, Aktivistin im so genannten „radikalen“ Flügel der bürgerlichen Frauenbewegung und Journalistin. Minna Cauer war neben Anita Augspurg die exponierteste Figur der radikalen Frauenbewegung. In den 1890er Jahren war sie die unangefochtene Repräsentantin der Frauenbewegung. Minna Cauer hatte ein besonderes Talent, neue und jüngere Frauen für die Frauenbewegung zu gewinnen.

## Leben
Minna Schelle wurde 1841 als drittältestes von vier Kindern des Pfarrers Alexander Schelle (1804–1874) und dessen Frau Juliane (geb. Wolfschmidt,?–1887) geboren. Sie verbrachte im Freyensteiner Pfarrhaus eine unbeschwerte Kindheit. Nach der Dorfschule besuchte sie höhere Töchterschulen, zunächst in Frankfurt an der Oder, wo sie bei einer verwandten Familie untergebracht war, dann in Perleberg, wo sie in einer Schülerinnenpension lebte. Mit 16 Jahren machte sie einen glänzenden Abschluss, doch ihren Plan, die Schule dort noch bis zum Lehrerinnenexamen zu besuchen, gab sie wegen ihrer nicht ausreichenden Vorbildung und ihres Gesundheitszustandes oder wegen Tod des Bruders auf. Stattdessen führte sie die nächsten Jahre das typische Leben einer Tochter des Hauses.
1862 heiratete Minna den Arzt August Latzel. Das Paar hatte einen Sohn, der 1865 im Alter von zwei Jahren an Diphtherie starb; ein Jahr später starb auch August Latzel, dem eine Geisteskrankheit bescheinigt wurde. Minna Latzel unternahm daraufhin eine einjährige Ausbildung zur Lehrerin, die sie 1867 abschloss, und arbeitete ab 1868 in Paris.
1869 wurde sie Lehrerin an der Töchterschule in Hamm. Dort lernte sie den Gymnasialdirektor Eduard Cauer kennen, Witwer und Vater von fünf Kindern im Schul-Alter, den sie noch im gleichen Jahr heiratete. Mit Eduard Cauer zog sie 1871 nach Danzig, 1876 nach Berlin. Als Stadtschulrat in Berlin starb ihr Mann 1881. Von 1902 bis zu ihrem Tod wohnte Minna Cauer in der Wormser Str. 5 (zunächst zu Charlottenburg, später zu Berlin-Schöneberg gehörig).
Nach dem Tod ihres Mannes 1881 widmete sie sich ganz der Frauenbewegung. 1887 wirkte sie – noch unter der Federführung der Pädagogin Helene Lange (mit der sie sich später überwerfen sollte) – an einer Petition an das Preußische Abgeordnetenhaus für eine bessere Mädchenbildung (Gelbe Broschüre) mit; 1888 war sie Mitbegründerin des Berliner Vereins Frauenwohl, den sie bis 1919 leitete.
Cauer war eine vehemente Streiterin für das Frauenstimmrecht, die Unterstützung lediger Mütter und die freie Berufswahl der Frauen. Ab 1892 gehörte sie außerdem zur Deutschen Friedensgesellschaft, die von Bertha von Suttner gegründet worden war. Um 1899 kam es zu einem Zerwürfnis mit anderen führenden Frauenrechtlerinnen, das sich vorrangig an unterschiedlichen Einstellungen zur so genannten „Sittlichkeitsfrage“ (Prostitution und Bekämpfung der Verbreitung von Geschlechtskrankheiten) festmachte. In der Folge spaltete sich der Verein Frauenwohl unter Cauers Leitung als sogenannter „radikaler“ Flügel von der fortan als „gemäßigt“ bezeichneten Mehrheit in der Frauenbewegung ab. Die „Radikalen“ organisierten sich in der Folge im neu gegründeten Verband Fortschrittlicher Frauenvereine, während der Bund Deutscher Frauenvereine die Mehrheitsfrauenbewegung repräsentierte.
Bereits 1895 hatte Minna Cauer die Zeitung Die Frauenbewegung gegründet, die sie bis 1919 herausgab. Für Cauer wurde die Zeitschrift, die sie nach eigener Aussage prinzipiell allen Richtungen und Aspekten der Frauenbewegung offen halten wollte, zum Lebenswerk. Nach dem Zerwürfnis von 1899 wurde Die Frauenbewegung zum Sprachrohr der „Radikalen“, nicht nur, weil sie Organ einiger im Verband Fortschrittlicher Frauenvereine organisierter Vereine war, sondern vor allem wegen ihrer Mitarbeiterinnen, die sich dem „radikalen“ Flügel der Frauenbewegung zurechneten (Cauer selbst, Hedwig Dohm, bis ca. 1900 Anna Pappritz, Anita Augspurg, Lida Gustava Heymann). Anita Augspurg redigierte ab 1899 eine regelmäßige Beilage. Cauers journalistisches Verfahren in zahllosen Leitartikeln war, ein im zeitgenössischen Diskurs als frauenrelevant betrachtetes Thema in einen gesamtgesellschaftlichen Kontext zu stellen oder umgekehrt, politische oder kulturelle Themen als für Frauen besonders relevant zu aktualisieren; vorzugsweise war es die politische Bedeutung, die die linksliberale Cauer besonders herausarbeitete.
Im Jahr 1908 schloss sie sich der neu gegründeten Demokratischen Vereinigung an, die als erste bürgerliche Partei in Deutschland das uneingeschränkte Wahlrecht für Frauen forderte. In den letzten Jahren ihres Lebens jedoch glaubte sie nicht mehr, dass die bürgerlichen Parteien den Mut hätten, Fortschritte in Gang zu bringen, und richtete ihre Hoffnungen auf die Sozialdemokratische Partei Deutschlands.
Wenngleich Minna Cauer zum „linken“ Flügel der Frauenrechtsbewegung gezählt wurde, äußerte sie sich andererseits deutlich im deutschnationalen Sinne; so lehnte sie nachdrücklich die Friedensbedingungen des Versailler Vertrages ab und stellte sich noch kurz vor ihrem Tod aktiv der Organisation für die Abstimmung in Oberschlesien zur Verfügung. Einen freundschaftlichen Umgang pflegte sie mit Walter Rathenau, dessen Ermordung sie noch erleben musste.
Cauer interessierte sich auch für arbeitende Frauen und war Begründerin des Verbands der weiblichen Handels- und Büroangestellten.

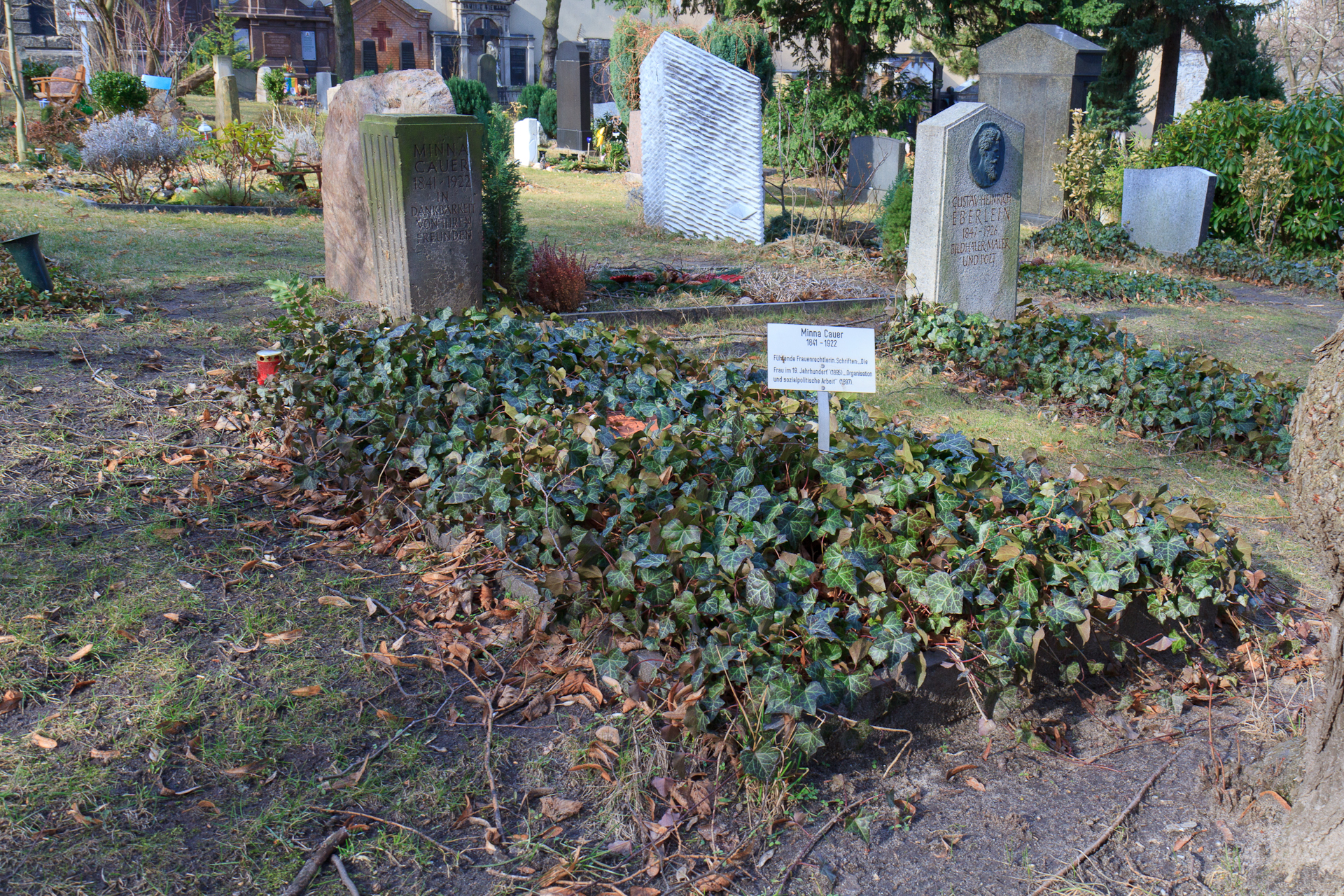
Grab von Minna Cauer auf dem Alten St.-Matthäus-Kirchhof Berlin

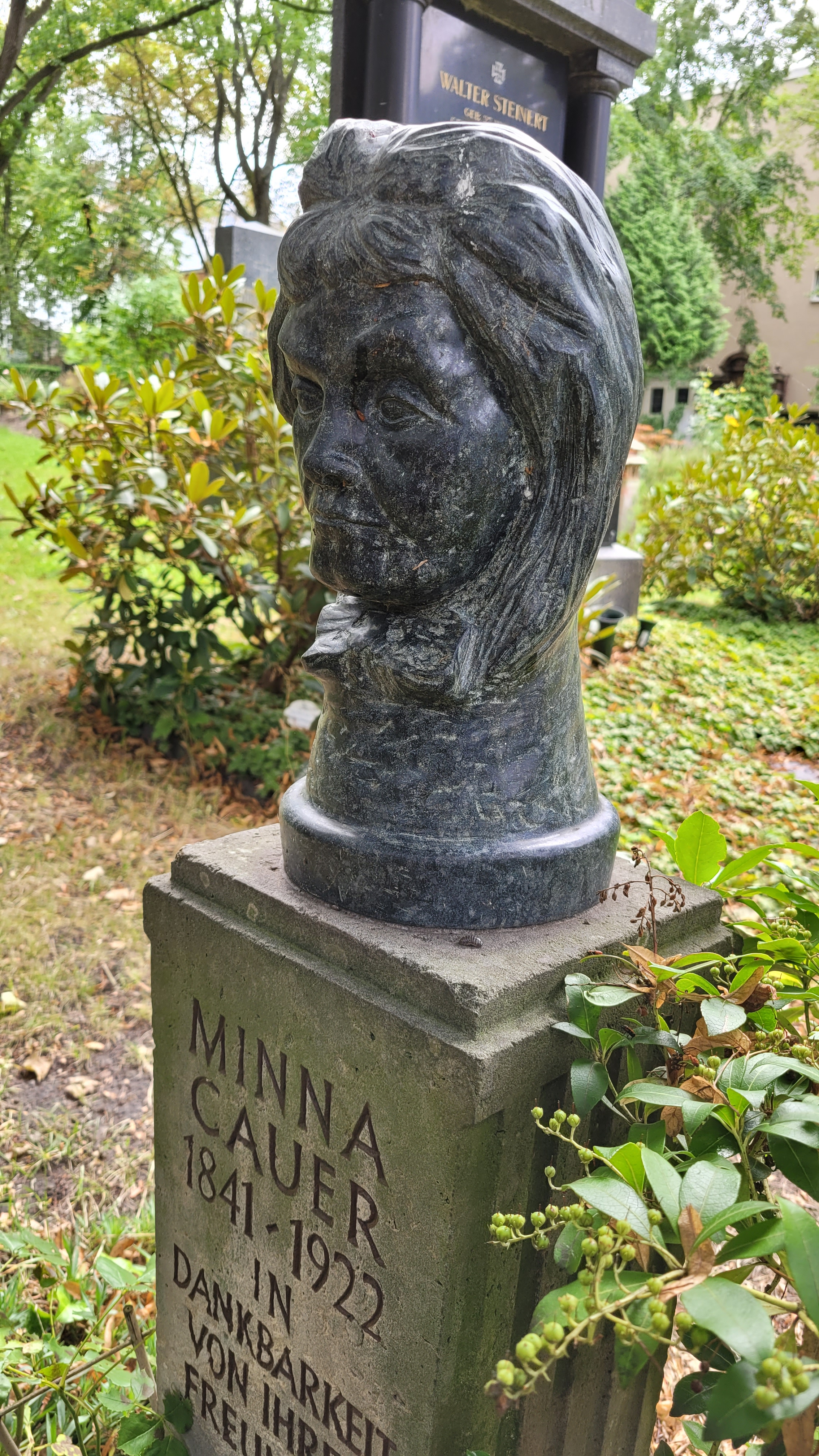
Grabstein von Minna Cauer mit rekonstruierter Büste

Minna Cauer wurde auf dem Alten St.-Matthäus-Kirchhof in Berlin-Schöneberg, Großgörschenstr. 12, bestattet (Grabanlage Q-o-47). Ihr Grab ist seit 1952 als Ehrengrab der Stadt Berlin gewidmet. Eine von Kurt Kroner angefertigte Büste von Minna Cauer, die das Grab ursprünglich zierte, wurde in den 1950er Jahren entwendet. Auf Initiative des Fördervereins Efeu e. V. des Alten St. Matthäus-Kirchhofs fertigte der Bildhauer Marcus Karnatz nach historischen Fotografien eine Nachbildung der Büste an, die am 8. März 2023 feierlich enthüllt wurde.
Minna und Eduard Cauer hatten keine gemeinsamen Nachkommen.

## Ehrungen
- 1952: Ehrengrab Land Berlin

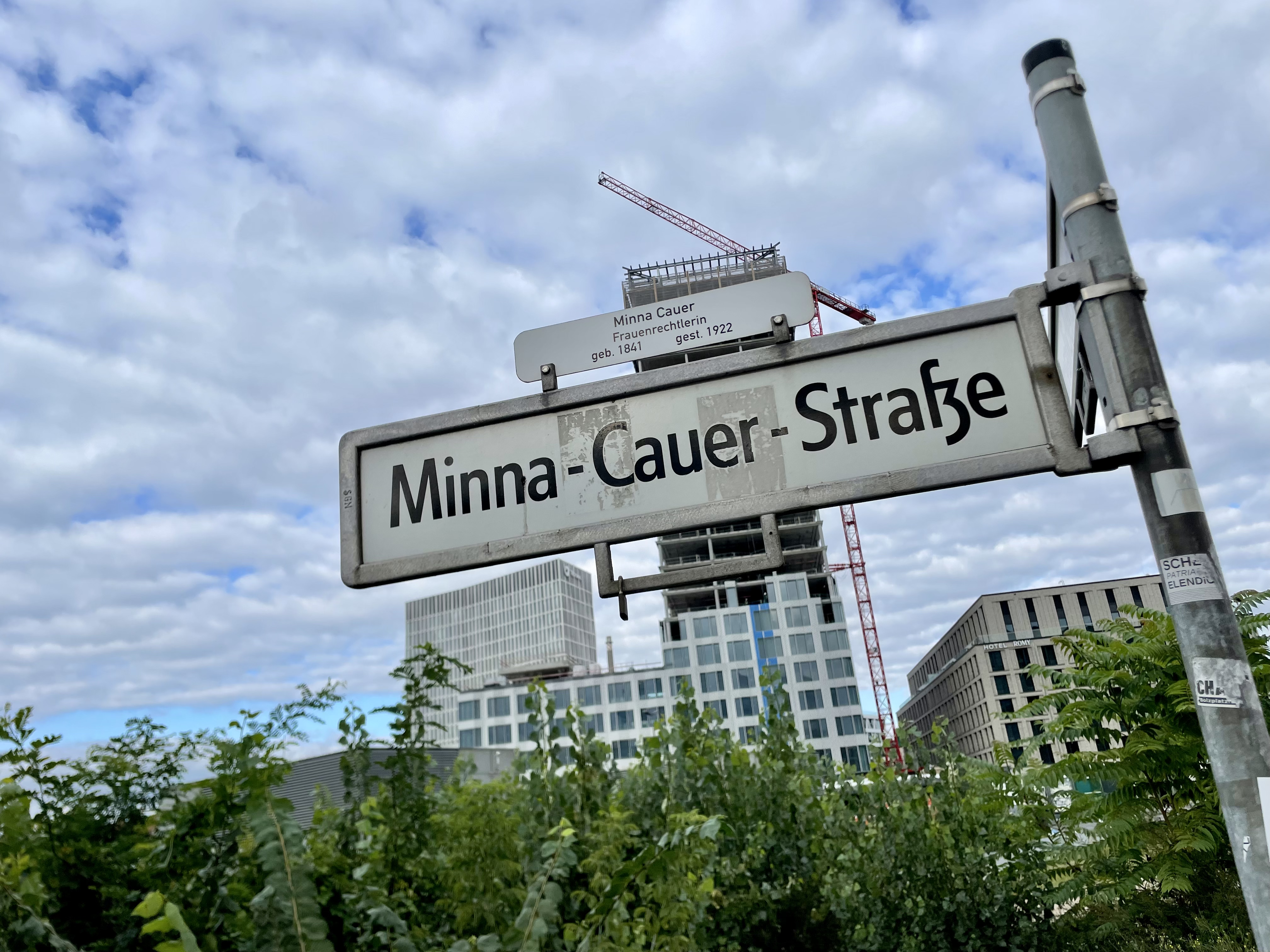
Straßennamens-Schild am Berliner Hauptbahnhof (2021)

- 2006: Minna-Cauer-Straße in Berlin-Moabit[12]
- Minna-Cauer-Straße in Endingen am Kaiserstuhl
- Minna-Cauer-Saal im Rathaus Charlottenburg
- Minna-Cauer-Straße in Freyenstein
- Im Bremer Stadtteil Neustadt wurde eine Straße nach ihr benannt.[13][14]

## Zitate
„Wir enden tragisch und leiden ein Martyrium, wenn wir die Zukunft zu früh in die Gegenwart hineintragen wollen.“

„Es gibt Höheres und Weltbewegenderes als den Sieg des Schwertes – den Sieg des Geistes, des Rechtes und der Freiheit. Und an diesen endlichen Sieg glaube ich auch heute noch felsenfest.“

## Schriften (Auswahl)
- Die Frau in den Vereinigten Staaten von Nordamerika, 1893
- Die Frau im 19. Jahrhundert. Verlag Siegfried Cronbach, Berlin 1898, DNB 579022129.
- 25 Jahre Verein Frauenwohl Groß-Berlin. W. & S. Loewenthal, Berlin 1913, DNB 365317128 (Digitalisat bei der Deutschen Nationalbibliothek).

### Zeitgenössisch
- Cauer, Frau Minna. In: Sophie Pataky (Hrsg.): Lexikon deutscher Frauen der Feder. Band 1. Verlag Carl Pataky, Berlin 1898, S. 125 (literature.at).

### Posthum
- Else Lüders: Minna Cauer. Leben und Werk. Perthes, Gotha 1925, DNB 573910529

- Elisabeth Heimpel: Cauer, Minna Theodore Marie, geborene Schelle, verwitwete Latzel. In: Neue Deutsche Biographie (NDB). Band 3, Duncker & Humblot, Berlin 1957, ISBN 3-428-00184-2, S. 178 (Digitalisat).
- Gabriele Braun-Schwarzenstein: Minna Cauer. Dilemma einer bürgerlichen Radikalen. In: Feministische Studien. 3. Jahrgang, Heft 1, 1984, ISSN 0723-5186 S. 99–116.
- Gerlinde Naumann: Minna Cauer. Eine Kämpferin für Frieden, Demokratie und Emanzipation. Buchverlag Der Morgen, Berlin (Ost) 1988, ISBN 3-371-00154-7.
- Dagmar Jank: „Vollendet, was wir begonnen!“ Anmerkungen zu Leben und Werk der Frauenrechtlerin Minna Cauer (1841–1922) (= Ausstellungsführer der Universitätsbibliothek der Freien Universität Berlin. Band 23). Universitätsbibliothek der Freien Universität Berlin, Berlin 1991.
- Monika Golling: Radikal, furchtlos und polemisch. „Die Frauenbewegung“ (1895–1919). In: Ariadne, Heft 28, 1995, S. 23–31, ISSN 0178-1073.
- Dietlinde Peters: Minna Cauer. In: Henrike Hülsbergen (Hrsg.): Stadtbild und Frauenleben. Berlin im Spiegel von 16 Frauenporträts (= Berlinische Lebensbilder. Band 9). Stapp, Berlin 1997, ISBN 3-7678-0697-5, S. 153–173.
- Peter Reinicke: Cauer, Minna. In: Hugo Maier (Hrsg.): Who is who der Sozialen Arbeit. Lambertus, Freiburg 1998, ISBN 3-7841-1036-3, S. 123ff.
- Anne-Laure Briatte: Bevormundete Staatsbürgerinnen. Die »radikale« Frauenbewegung im Deutschen Kaiserreich (= Geschichte und Geschlechter. Band 72). Frankfurt am Main 2020, ISBN 978-3-593-44459-8, S. 53–57 (Originaltitel: Citoyennes sous tutelle: le mouvement féministe «radical» dans l’Allemagne wilhelmienne. 2013.).
- Birgit Bublies-Godau: Minna Cauer (1841–1922). Eine überzeugte Demokratin im Kampf um politisch-rechtliche Emanzipation und Partizipation, in: Jahrbuch zur Liberalismus-Forschung (2020), S. 157–175.